# Denise Jannah

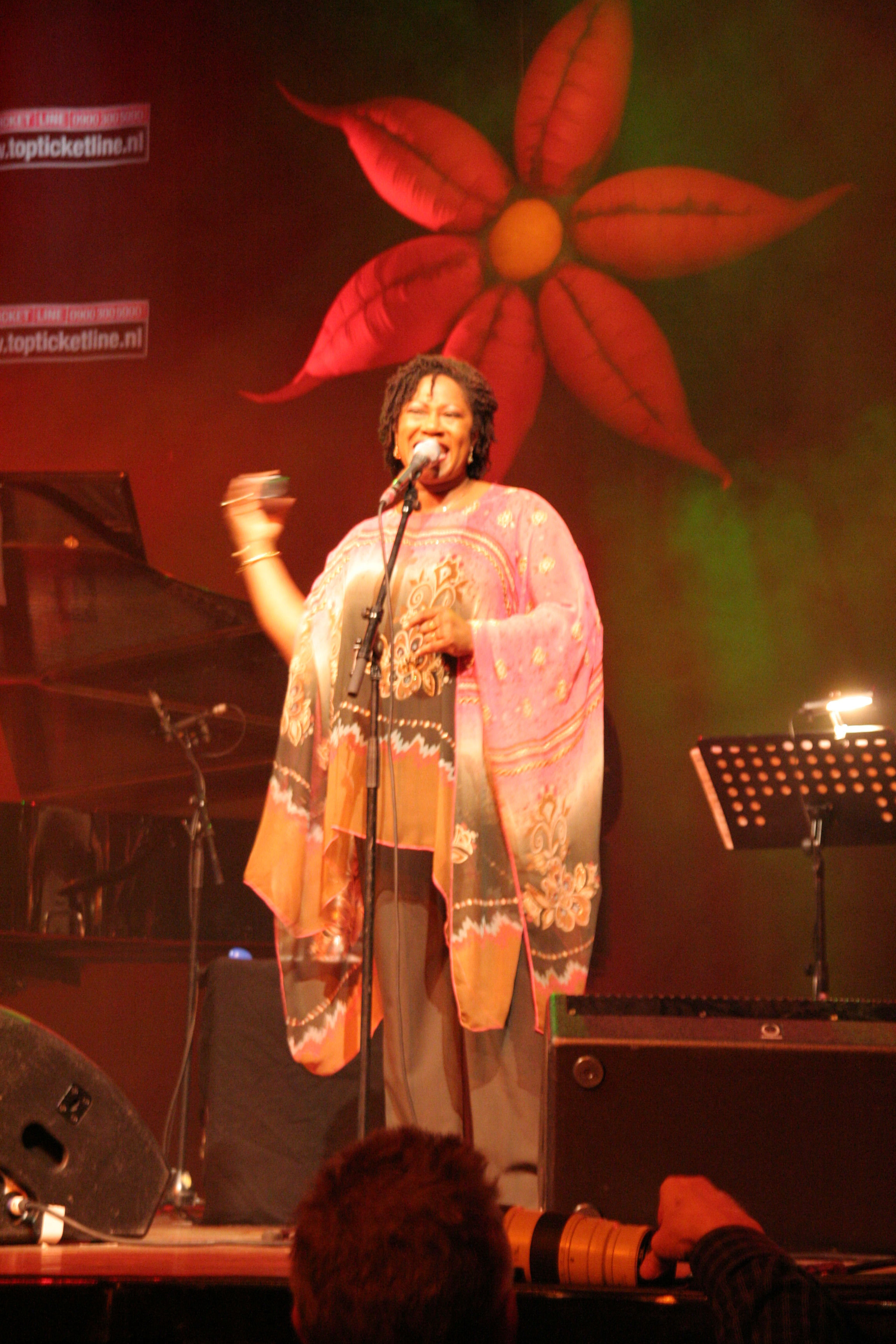
Denise Jannah

Denise Jannah, eigentlich Denise Johanna Zeefuik (* 5. November 1956 in Paramaribo, Suriname) ist eine niederländische Jazz-Sängerin.

## Leben
Sie wurde als älteste von vier Töchtern des Pastors („Dominee“) Karel Zeefuik in Suriname geboren und zog Mitte der 1970er Jahre in die Niederlande, wo sie zunächst einige Jahre Jura in Utrecht studierte, bevor sie an das Konservatorium in Hilversum wechselte, wo sie einen Abschluss als Gesangslehrerin machte. 1989 gewann sie den dritten Preis im Liederfestival Menschen am Meer in Rostock und wurde im selben Jahr für das Musical A night at the Cotton Club engagiert, mit dem sie in Deutschland, den Niederlanden und Belgien 1989/90 auftrat. 1991 erschien ihr Debütalbum Take it from the Top (Timeless Records). Im selben Jahr gewann sie das Goldene Mikrophon beim nationalen Gesangswettbewerb in Breda und trat erstmals beim North Sea Jazz Festival auf. 
Für ihr zweites, in New York aufgenommenes, Album A Heart Full of Music (1993) erhielt sie den Edison Jazz Award. 1995 wurde sie von Blue Note Records unter Vertrag genommen (I Was Born in Love with You mit Big Band), als erster niederländischer Jazzmusiker überhaupt. 1996 erschien ein Crossover-Album Different Colours. Im selben Jahr drehte der Dokumentarfilmer Hans Hylkema über sie den Film Denise Jannah – new lady in Jazz. 1997 trat sie in Den Haag anlässlich der Feierlichkeiten zu 50 Jahre Marshallplan auf (in Gegenwart der niederländischen Königin, EU-Vertretern und Bill Clinton). Außerdem tourte sie in Chile und Japan. 1998 hatte sie eine der Titelrollen in dem Musical Ain’t Misbehavin' . 
2000 nahm sie mit dem Willem Breuker Kollektief auf, mit dem sie auch auf Tour ging, und erhielt den Publikumspreis des Edison Jazz Award. Neben häufigen Auftritten auf dem North Sea Jazz Festival trat sie auch auf zahlreichen Festivals in der Karibik, den USA und Europa auf. 2003 spielte sie eine Titelrolle in Jona von Willem Breuker und Karel Deurloo. 2004 veröffentlichte sie ein Album mit eigenen gesungenen Gedichten namens Gedicht Gezongen. 
Mehrere Jahre unterrichtete sie Jazz in der Abteilung Weltmusik des Konservatoriums von Rotterdam. Außerdem arbeitet sie als Gesangscoach für verschiedene Theater.